# François Balthazar Lafrogne
François Balthazar Lafrogne est un homme politique français né le 11 mars 1769 à Harbouey (Meurthe-et-Moselle) et décédé le 23 août 1845 à Blâmont (Meurthe-et-Moselle).
Notaire à Blamont, maire de la ville, il est député de la Meurthe de 1816 à 1821, siégeant au centre gauche.

## Sources
- « François Balthazar Lafrogne », dans Adolphe Robert et Gaston Cougny, Dictionnaire des parlementaires français, Edgar Bourloton, 1889-1891 [détail de l’édition]